# Bárbara Oteiza
Bárbara González Oteiza (Pamplona, 15 de enero de 1985) es una ex gimnasta rítmica, modelo y actriz española. Como gimnasta rítmica compitió en la modalidad de conjuntos, siendo olímpica en Atenas 2004 y Pekín 2008. Logró 2 medallas de plata en la Final de la Copa del Mundo de Benidorm (2008) y posee además 5 medallas en pruebas de la Copa del Mundo, entre otras preseas en diversas competiciones internacionales. Bárbara es la gimnasta que más tiempo ha sido titular en el conjunto español, estando en el puesto un total de 7 años y 9 meses. Es hermana de la también exgimnasta Lara González.
Actualmente trabaja como actriz y modelo, siendo elegida como chica Martini de 2013, y en noviembre de 2016 y septiembre de 2020 fue copresentadora junto a Jorge Fernández del programa La ruleta de la suerte en Antena 3.

## Biografía deportiva

### Inicios
Bárbara comenzó a practicar gimnasia rítmica como parte de las actividades extraescolares del colegio, tras haber practicado judo o patinaje. Poco tiempo después, con 9 años de edad y siguiendo los pasos de su hermana Lara, ingresó en el Club Natación Pamplona. Abandonaría el club con 15 años tras ser solicitada por la seleccionadora nacional.

### Etapa en la selección nacional

#### 2001 - 2004: ciclo olímpico de Atenas 2004
En enero de 2001 fue reclamada para formar parte de la selección nacional de gimnasia rítmica de España en la modalidad de conjuntos. Entrenó desde entonces una media de 8 horas diarias en el Centro de Alto Rendimiento de Madrid a las órdenes primero de Nina Vitrichenko, desde octubre de 2001 de Rosa Menor y Noelia Fernández, y desde 2004 de Anna Baranova y Sara Bayón. En el Trofeo S.M. Margarita de Bulgaria, el conjunto obtuvo 3 medallas de plata, tanto en el concurso general como en las finales de 10 mazas y de 3 cuerdas y 2 pelotas. Posteriormente, Bárbara participaría en su primera competición oficial, el Campeonato de Europa de Ginebra. En ella, el conjunto obtuvo el 7º puesto en el concurso general y en 10 mazas, y el 8º en 3 cuerdas y 2 pelotas. El conjunto lo integraban ese año Bárbara, Sonia Abejón, Belén Aguado, Blanca Castroviejo, Marta Linares y Aida Otero. En julio de 2002 disputó el Campeonato del Mundo de Nueva Orleans, donde el conjunto acabó 9º en el concurso general y 7º en la final de 5 cintas. El conjunto para las competiciones estuvo integrado ese año por Bárbara, Sonia Abejón, Belén Aguado, Blanca Castroviejo, Marta Linares e Isabel Pagán.
Para febrero de 2003, el conjunto conquistó los 3 oros disputados en el Torneo Internacional de Madeira. En el Trofeo Sant Petersburg Pearls logró 3 bronces. Posteriormente, en el Triangular Internacional de Torrevieja obtiene la plata en el concurso general. En abril de 2003 el conjunto español compitió en el Campeonato de Europa de Riesa, en el que logró el 6º puesto en el concurso general, el 7º en 3 aros y 2 pelotas y el 8º en 5 cintas. Esta fue la primera competición oficial en la que Bárbara compitió con su hermana Lara González. En septiembre disputó el Campeonato del Mundo de Budapest, logrando nuevamente el 6º puesto en el concurso general, y obteniendo así el pase a los Juegos Olímpicos de Atenas 2004. También lograron el 7º puesto en 3 aros y 2 pelotas, y el 6º en 5 cintas. El conjunto estuvo integrado a principios de año por Bárbara, Sonia Abejón, Blanca Castroviejo, Lara González, Isabel Pagán y Nuria Velasco, aunque Blanca Castroviejo se retiró en mayo, volviendo a la titularidad Marta Linares. Bárbara siguió compaginando los entrenamientos con los estudios, realizando este año la selectividad.
En febrero de 2004, en el Torneo Internacional de Madeira, el conjunto obtuvo 3 medallas de plata. En el Preolímpico de Atenas, celebrado en marzo, logró la 6ª plaza en el concurso general. En abril de 2004, el conjunto disputó el Volga Magical International Tournament de Nizhni Nóvgorod, una prueba de la Copa del Mundo de Gimnasia Rítmica, donde logró el 4º puesto en el concurso general, el 5º en 3 aros y 2 pelotas y el 4º en 5 cintas. En mayo, en la prueba de la Copa del Mundo disputada en Duisburgo, obtuvo el 4º puesto tanto en el concurso general como en las finales por aparatos, así como en el concurso general de la prueba celebrada en Varna en julio. En agosto tuvieron lugar los Juegos Olímpicos de Atenas, la primera participación olímpica de Bárbara. El conjunto español obtuvo el pase a la final tras lograr la 8ª plaza en la calificación. Finalmente, el 28 de agosto consiguió la 7ª posición en la final, por lo que obtuvo el diploma olímpico. El conjunto para los Juegos estaba integrado por Bárbara, Sonia Abejón, Marta Linares, Isabel Pagán, Carolina Rodríguez y Nuria Velasco. Aunque formaban parte, como suplentes, del equipo nacional aquel año, Lara González y Ana María Pelaz se quedaron fuera de la convocatoria para los Juegos, por lo que su papel se limitó a animar a sus compañeras desde la grada del pabellón ateniense.

#### 2005 - 2008: ciclo olímpico de Pekín 2008
Para 2005, la nueva seleccionadora nacional era Anna Baranova, siendo también desde entonces entrenadora del conjunto junto a Sara Bayón. En el Campeonato del Mundo de Bakú, el conjunto obtuvo el 7º puesto en el concurso general y el 6º en 3 aros y 4 mazas. El conjunto lo formaron ese año Bárbara, Lara González, Marta Linares, Isabel Pagán, Ana María Pelaz y Nuria Velasco.
Para 2006 fue gimnasta titular en el ejercicio de 5 cintas, mientras que en el de 3 aros y 4 mazas actuaba Violeta González en su lugar. A principios de marzo de 2006, el conjunto español obtiene 3 medallas de plata en el Torneo Internacional de Madeira. En septiembre, en la prueba de la Copa del Mundo celebrada en Portimão, el conjunto logra el bronce en 5 cintas y la plata en 3 aros y 4 mazas, además del 5º puesto en el concurso general. Ese mismo mes, en el Campeonato de Europa de Moscú logró el 5º puesto en el concurso general y el 5º puesto en la final de 5 cintas. En noviembre el combinado español participó en la Final de la Copa del Mundo en Mie, donde obtuvo el 5º puesto en 5 cintas y el 8º en 3 aros y 4 mazas. El conjunto era prácticamente el mismo que el año anterior pero con Violeta González sustituyendo a Marta Linares. 
En abril de 2007, en la prueba de la Copa del Mundo disputada en Portimão, el conjunto consigue el 5º puesto en el concurso general y el 6º tanto en la final de 5 cuerdas como en la de 3 aros y 4 mazas. En mayo obtiene la medalla de plata tanto en el concurso general como en la final de 3 aros y 4 mazas de la prueba de la Copa del Mundo disputada en Nizhni Nóvgorod, además del 4º puesto en 5 cuerdas. En septiembre de ese mismo año tuvo lugar el Campeonato del Mundo de Patras. El conjunto obtuvo el 5º puesto en el concurso general, lo que les dio la clasificación para los Juegos Olímpicos de Pekín 2008. También lograron el 6º puesto tanto en 5 cuerdas como en 3 aros y 4 mazas. En diciembre disputaron el Preolímpico de Pekín, obteniendo el 8º puesto en el concurso general. El conjunto titular lo integrarían ese año Bárbara, Lara González, Isabel Pagán, Ana María Pelaz, Verónica Ruiz y Bet Salom. A finales de año se le concedió, junto a su hermana Lara González, el premio a la deportista femenina más destacada en los Galardones del Deporte 2007 de Navarra, aunque no pudieron asistir por su viaje al torneo de Pekín.
Para esta época, además de las titulares, en la concentración preparatoria de los Juegos se encontraban otras gimnastas entonces suplentes como Sandra Aguilar, Cristina Dassaeva, Sara Garvín, Violeta González o Lidia Redondo. En junio de 2008 tuvo lugar el Campeonato de Europa de Turín, donde el conjunto logró el 6º puesto en el concurso general y el 4º puesto tanto en 5 cuerdas como en 3 aros y 4 mazas. En agosto de ese año participó en los Juegos Olímpicos de Pekín 2008, en los que ejerció como capitana del equipo. Serían sus segundos Juegos Olímpicos. El conjunto solo pudo obtener la 11.ª posición en la fase de calificación, después de cometer varios errores en el segundo ejercicio, el de 3 aros y 4 mazas. Esto hizo que el equipo no pudiera meterse en la final olímpica. En octubre de ese mismo año lograría dos medallas de plata en la Final de la Copa del Mundo disputada en Benidorm, tanto en la competición de 5 cuerdas como en la de 3 aros y 4 mazas. El conjunto estaba integrado por las mismas gimnastas que fueron a Pekín: Bárbara, Lara González, Isabel Pagán, Ana María Pelaz, Verónica Ruiz y Bet Salom. La Final de la Copa del Mundo sería su última competición con el equipo español, retirándose tras este campeonato junto a su hermana Lara González e Isabel Pagán.

### Retirada de la gimnasia

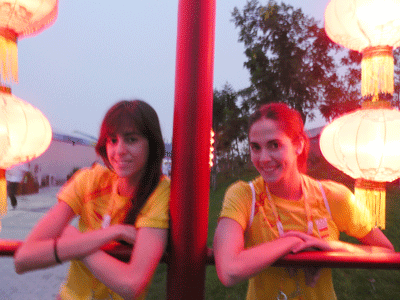
Las hermanas Lara (izqda.) y Bárbara González Oteiza (derecha) en los Juegos Olímpicos de Pekín 2008.

Tras su retirada se diplomó en Fisioterapia, carrera que estudiaba con su hermana en el Campus de la Universidad Rey Juan Carlos en Alcorcón, y llegó a trabajar a partir de 2011 como fisioterapeuta en Trainido, una empresa virtual de entrenadores personales fundada entre otros por el exgimnasta Jesús Carballo Martínez. También practicó durante un tiempo gimnasia estética junto a su hermana Lara González y otras exgimnastas nacionales como Sonia Abejón, Nuria Artigues, Rebeca García, Sara Garvín, Marta Linares, Isabel Pagán y Bet Salom.
A finales de 2011 empezó a trabajar como modelo en Madrid, faceta que ya había desarrollado en su etapa como gimnasta para marcas como Señoretta junto a su hermana Lara. En mayo de 2012 fue recogepelotas en el Masters de Madrid, y en junio ejerció de pit babe en el Gran Premio de Europa de Fórmula 1 en Valencia, siendo abanderada de Fernando Alonso. En octubre de 2012, tras un proceso de selección de varios meses en el que participaron 3.500 aspirantes de 23 países diferentes, fue elegida chica Martini. El casting había comenzado en junio, realizándose galas en Madrid, Bilbao y Barcelona en el caso de España, para que posteriormente se reunieran en Ibiza las 28 finalistas mundiales de las que salieron seleccionadas 7 aspirantes que viajaron a Milán, donde Bárbara fue finalmente escogida. De esta forma se convertiría en la primera española en desempeñar ese rol. Debido a este nombramiento, durante todo el 2013 se encargó de ser la imagen de la marca Martini, que cumplió su 150 aniversario, en todos sus eventos y campañas a nivel internacional, además de recibir 150.000 euros entre otros premios. Además, fue una de las protagonistas de la campaña «Live with fire» de Reebok en 2013, y en mayo de 2016 apareció en un anuncio de televisión para Toyota Yaris. En noviembre de 2016 se anunció que Bárbara sería temporalmente copresentadora del programa La ruleta de la suerte de Antena 3 junto a Jorge Fernández, después de que la azafata habitual, Laura Moure, sufriera un esguince. En 2018 ha sido imagen de la firma de bisutería Ciclón o de la marca de complementos Encuire.
También asiste a clases de interpretación y de inglés en Londres, donde vive actualmente a caballo con España.

## Equipamientos
| Período      | Proveedor       |
| ------------ | --------------- |
| 2001 - 2006  | Li-Ning         |
| 2004 (JJ.OO) | John Smith      |
| 2006 - 2008  | Austral         |
| 2008         | Dvillena Esport |
| 2008 (JJ.OO) | Li-Ning         |

## Música de los ejercicios
| Año         | Aparatos                                 | Música |
| ----------- | ---------------------------------------- | --- |
| 2001        | 10 mazas                                 | Medley de los temas «Méandres», «Havi Vahlia» y «Bascule», compuestos por René Dupéré para el espectáculo Nouvelle Expérience del Cirque du Soleil. |
| 2001        | 3 cuerdas y 2 pelotas                    | «Orobroy» de David Dorantes y «Flamenco bolero», una adaptación del Bolero de Maurice Ravel por Gustavo Montesano y la Royal Philharmonic Orchestra. |
| 2002        | 5 cintas                                 | Medley de los temas «Panamericana Suite» de Paquito D'Rivera, «New Arrival» de Tito Puente, «Caridad Amaro» de Chucho Valdés, «Afro-Cuban Jazz Suite» de Chico O'Farrill y «Oye cómo viene» de Chano Domínguez, pertenecientes a la banda sonora de Calle 54. |
| 2002        | 3 cuerdas y 2 pelotas                    | «Paisaje español», de Ricardo García. |
| 2003        | 5 cintas                                 | «Paisaje español», de Ricardo García y «Zorro's Theme», de la banda sonora de La máscara del Zorro, compuesta por James Horner. |
| 2003        | 3 aros y 2 pelotas                       | «All That Jazz» del musical Chicago, compuesta por John Kander y Fred Ebb. |
| 2004        | 5 cintas                                 | «Paisaje español», de Ricardo García, «Habanera» de la ópera Carmen de Georges Bizet, y Malagueña de Ernesto Lecuona. |
| 2004        | 3 aros y 2 pelotas (Inicio de temporada) | Temas «Peacemaker» y «Chase» de la banda sonora de El pacificador, compuesta por Hans Zimmer. |
| 2004        | 3 aros y 2 pelotas (JJ.OO. de Atenas)    | Temas «Red Warrior», «Theme» y «Spectres in the Fog», de la banda sonora de El último samurái, compuesta por Hans Zimmer. |
| 2005 - 2006 | 5 cintas                                 | «El conquistador» de Maxime Rodriguez. |
| 2005        | 3 aros y 4 mazas                         | «Camina y ven» de David Bisbal y «Sphynx» de Giampiero Ponte. |
| 2006 - 2007 | 3 aros y 4 mazas                         | «Tristan & Iseult» de Maxime Rodriguez. |
| 2007        | 5 cuerdas                                | Temas «Be», «Mayumana», «DJ I» y «Batucada», de Mayumana. |
| 2008        | 5 cuerdas                                | Medley de varios temas, entre ellos «Asesinato del padre» de la banda sonora de Salomé (compuesta por Roque Baños), y «One» y «Capitán Casanova» de Rodrigo y Gabriela. |
| 2008        | 3 aros y 4 mazas                         | «Apocalypse Warrior (Drone)», «Voices of War (Emotional Version Featuring Female Vocal)», «Apocalypse Warrior (Orchestral Action Version)», «Voices of War (Action Version Featuring Choral)», «Apocalypse Warrior (Emotional Version Featuring Female Vocal)» y «New Empire (Orchestral Action version)», todos del álbum The Final Combat de Philippe Guez y Patrick Maarek. |

## Palmarés deportivo

### Selección española
| 2001 - Trofeo S.M. Margarita de Bulgaria Plata en concurso general Plata en 10 mazas Plata en 3 cuerdas y 2 pelotas - Campeonato de Europa de Ginebra 7º puesto en concurso general 7º puesto en 10 mazas 8º puesto en 3 cuerdas y 2 pelotas 2002 - Trofeo Sant Petersburg Pearls Plata en concurso general Resultado en las finales desconocido - Campeonato del Mundo de Nueva Orleans 9º puesto en concurso general 7º puesto en 5 cintas 2003 - Torneo Internacional de Madeira Oro en concurso general Oro en 5 cintas Oro en 3 aros y 2 pelotas - Trofeo Sant Petersburg Pearls Bronce en concurso general Bronce en 5 cintas Bronce en 3 aros y 2 pelotas - Triangular Internacional de Torrevieja Plata en concurso general - Torneo Internacional de Thiais 7º puesto en concurso general 7º puesto en 5 cintas - Campeonato de Europa de Riesa 6º puesto en concurso general 8º puesto en 5 cintas 7º puesto en 3 aros y 2 pelotas - Grand Prix de Sofía 4º puesto en concurso general Plata en 5 cintas Bronce en 3 aros y 2 pelotas - Campeonato del Mundo de Budapest 6º puesto en concurso general 6º puesto en 5 cintas 7º puesto en 3 aros y 2 pelotas 2004 - Torneo Internacional de Madeira Plata en concurso general Plata en 5 cintas Plata en 3 aros y 2 pelotas - Preolímpico de Atenas 6º puesto en concurso general - Volga Magical International Tournament / Prueba de la Copa del Mundo en Nizhni Nóvgorod 4º puesto en concurso general 4º puesto en 5 cintas 5º puesto en 3 aros y 2 pelotas - German Rhythmic Gymnastics Open / Prueba de la Copa del Mundo en Duisburgo 4º puesto en concurso general 4º puesto en 5 cintas 4º puesto en 3 aros y 2 pelotas - Prueba de la Copa del Mundo en Varna 4º puesto en concurso general - Juegos Olímpicos de Atenas 2004 8º puesto en calificación 7º puesto en final y diploma olímpico 2005 - AGF Cup / Prueba de la Copa del Mundo en Bakú 4º puesto en 5 cintas Bronce en 3 aros y 4 mazas - Grand Prix de Deventer / Alfred Vogel Cup 5º puesto en concurso general 4º puesto en 5 cintas 5º puesto en 3 aros y 4 mazas - Grand Prix de Berlín / Berlin Masters Bronce en concurso general Bronce en 5 cintas Bronce en 3 aros y 4 mazas | 2005 (continuación) - Henkel Rhythmic Gymnastics / Prueba de la Copa del Mundo en Düsseldorf 4º puesto en concurso general 5º puesto en 5 cintas 4º puesto en 3 aros y 4 mazas - Campeonato del Mundo de Bakú 7º puesto en concurso general 6º puesto en 3 aros y 4 mazas 2006 - Torneo Internacional de Madeira Plata en concurso general Plata en 5 cintas Plata en 3 aros y 4 mazas - Grand Prix de Thiais 5º puesto en concurso general Resultado en finales desconocido - Prueba de la Copa del Mundo en Génova 6º puesto en concurso general 10º puesto en 5 cintas 9º puesto en 3 aros y 4 mazas - Prueba de la Copa del Mundo en Portimão 5º puesto en concurso general Bronce en 5 cintas Plata en 3 aros y 4 mazas - Campeonato de Europa de Moscú 5º puesto en concurso general 5º puesto en 5 cintas - Final de la Copa del Mundo en Mie 5º puesto en 5 cintas 8º puesto en 3 aros y 4 mazas 2007 - Prueba de la Copa del Mundo en Portimão 5º puesto en concurso general 6º puesto en 5 cuerdas 6º puesto en 3 aros y 4 mazas - Prueba de la Copa del Mundo en Nizhni Nóvgorod Plata en concurso general 4º puesto en 5 cuerdas Plata en 3 aros y 4 mazas - Prueba de la Copa del Mundo en Génova 6º puesto en concurso general 5º puesto en 5 cuerdas 5º puesto en 3 aros y 4 mazas - Campeonato del Mundo de Patras 5º puesto en concurso general 6º puesto en 5 cuerdas 6º puesto en 3 aros y 4 mazas - Preolímpico de Pekín 8º puesto en concurso general 2008 - Prueba de la Copa del Mundo en Portimão 6º puesto en concurso general 7º puesto en 5 cuerdas 6º puesto en 3 aros y 4 mazas - Grand Prix de Marbella / Andalucía Cup de Conjuntos Oro en 5 cuerdas - Prueba de la Copa del Mundo en Minsk 5º puesto en concurso general 5º puesto en 5 cuerdas 5º puesto en 3 aros y 4 mazas - Campeonato de Europa de Turín 6º puesto en concurso general 4º puesto en 5 cuerdas 4º puesto en 3 aros y 4 mazas - Juegos Olímpicos de Pekín 2008 11º puesto en calificación - Final de la Copa del Mundo en Benidorm Plata en 5 cuerdas Plata en 3 aros y 4 mazas |

## Premios, reconocimientos y distinciones
- Mención de Honor del Deporte Navarro (2004)[31]
- Galardón Deportivo del Gobierno de Navarra a la mejor deportista navarra (2007)[32][9][33]

## Galería

### Entrenamiento del conjunto nacional en diciembre de 2003

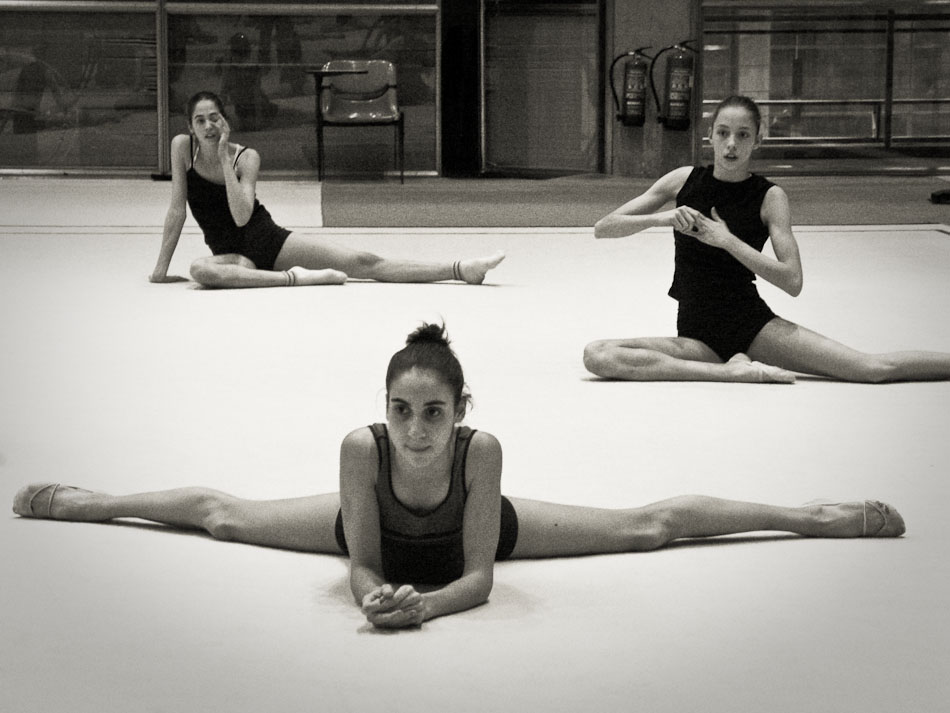
Bárbara González Oteiza (en el fondo a la izquierda) junto a Ana María Pelaz y Nuria Velasco (en primer plano) durante un entrenamiento en el CAR de Madrid en 2003.
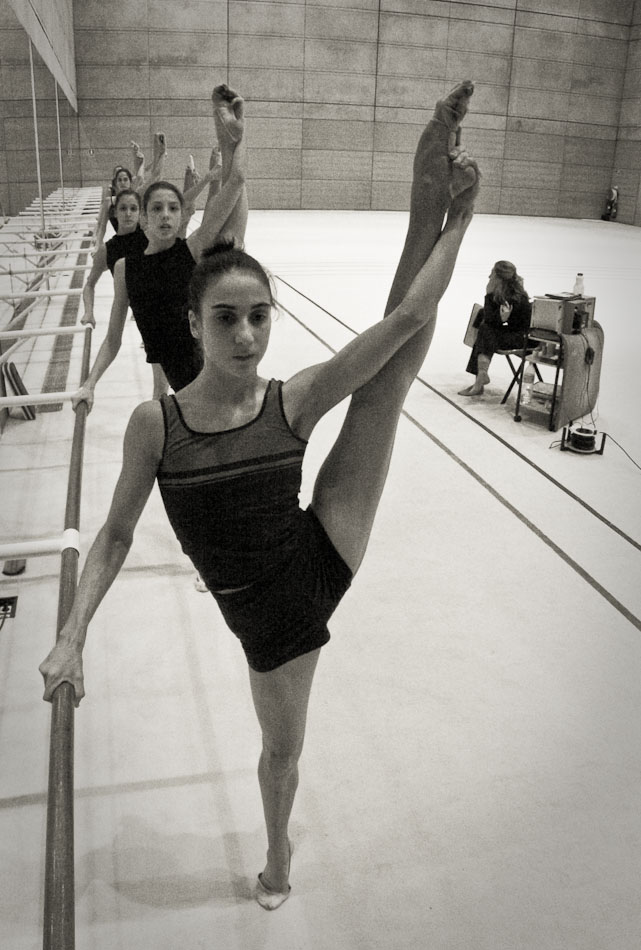
Bárbara González Oteiza (cuarta) junto a otras componentes del conjunto nacional realizando un split o spagat lateral en la barra de ballet.
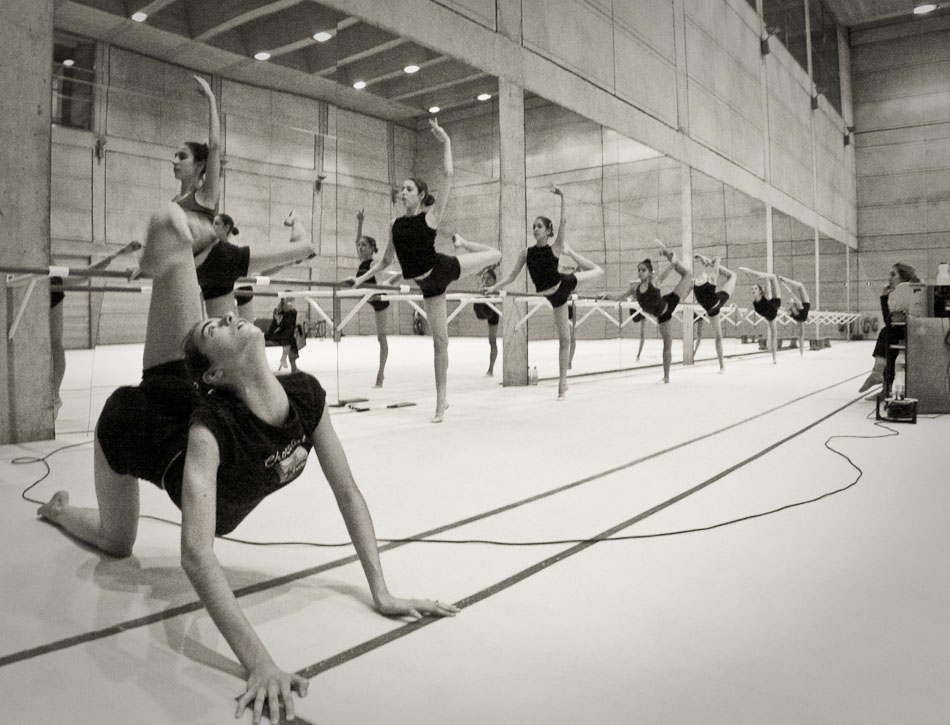
Varias componentes de la selección nacional realizando un equilibrio en posición de attitude.
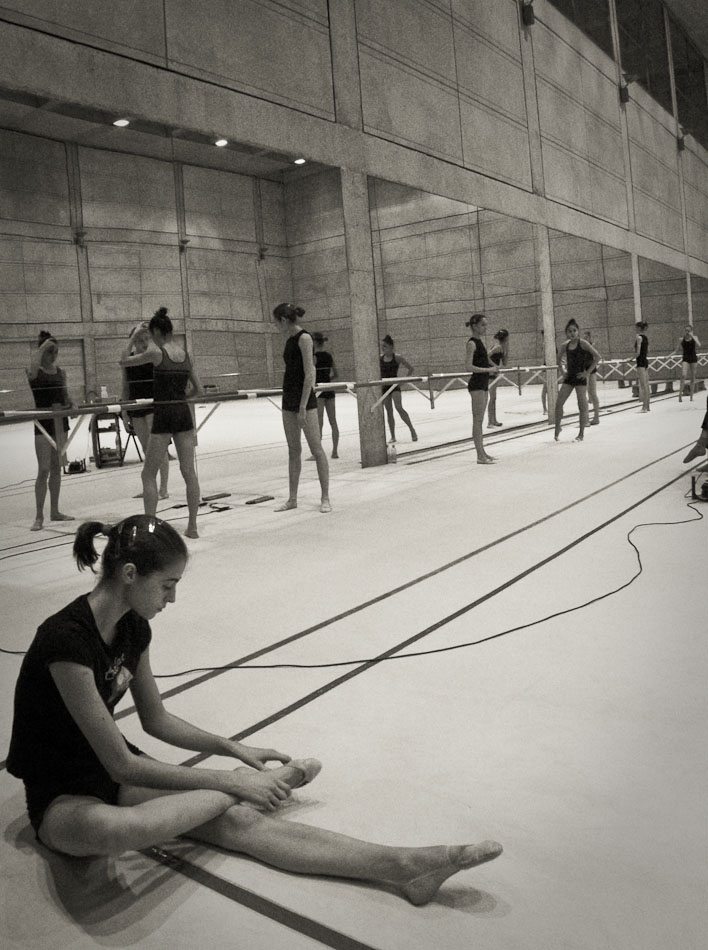
Las integrantes de la selección nacional durante un descanso.
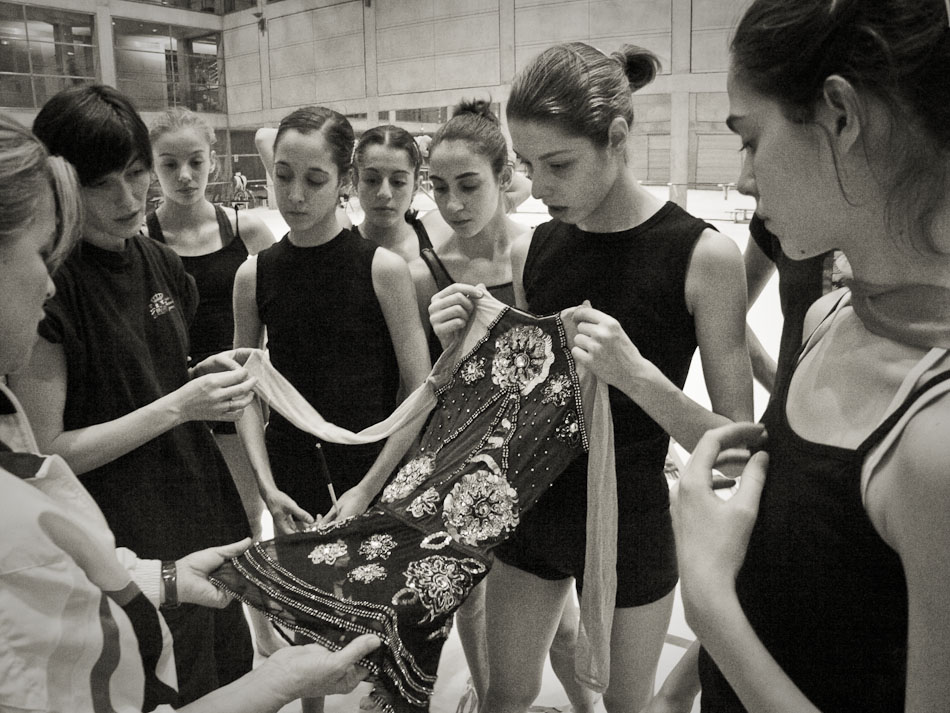
Bárbara González Oteiza (a la derecha, en primer plano) observando un maillot junto al resto del conjunto y las entrenadoras Rosa Menor y Noelia Fernández.

## Filmografía

### Programas de televisión
| Año        | Título                      | Cadena      | Notas                     |
| ---------- | --------------------------- | ----------- | ------------------------- |
| 2002       | Escuela del deporte         | La 2 de TVE | Aparición en reportaje    |
| 2004       | El sueño olímpico. ADO 2004 | La 2 de TVE | Entrevistada en reportaje |
| 2007       | Olímpicos. ADO 2008         | La 2 de TVE | Entrevistada en reportaje |
| 2016; 2020 | La ruleta de la suerte      | Antena 3    | Copresentadora sustituta  |

### Series de televisión
| Año  | Título            | Cadena                         | Personaje           | Notas                                                                                    |
| ---- | ----------------- | ------------------------------ | ------------------- | ---------------------------------------------------------------------------------------- |
| 2016 | Centro médico     | La 1 de TVE                    | Esther Cossío       | 1 episodio (3ª temporada: episodio 78)                                                   |
| 2020 | ByAnaMilán        | Atresplayer Premium            | Organizadora fiesta | Episodio: «Cuando perdí ese lunar»                                                       |
| 2021 | La que se avecina | Telecinco / Amazon Prime Video | Reportera TV        | Episodio: «Una ruina política, una adúltera intermitente y la dura vida del cascacuores» |
| 2021 | Dos vidas         | La 1 de TVE                    | Inés                | Elenco principal (210 episodios)                                                         |

### Cortometrajes
| Año  | Título                    | Personaje | Director                 |
| ---- | ------------------------- | --------- | ------------------------ |
| 2018 | Salvar el futuro          | Médico    | Alejandro Ibáñez Suárez  |
| 2019 | Como si estuvieras muerto | Aitana    | Jimena Valero            |
| 2019 | Coffee Stories            | Bárbara   | Andrés Sánchez Belzunces |

### Programas de radio
| Año  | Título                 | Cadena | Notas        |
| ---- | ---------------------- | ------ | ------------ |
| 2012 | Yu: no te pierdas nada | Los 40 | Entrevistada |

### Publicidad
- Modelo junto a su hermana Lara en catálogo otoño-invierno de la marca Sistter de Señoretta (2008).[16]
- Campaña «La otra cara de la medalla» para el Programa ADO, consistente en una sesión fotográfica y un anuncio de televisión realizado por Jaume de Laiguana (2008).[34]
- Campaña «Mi mundo» para la promoción de Diario de Navarra (2010).[35]
- Nombrada chica Martini, por lo que se convirtió en imagen de Martini durante el año 2013 (2012 - 2013).[18]
- Imagen de la campaña «Live with fire» de Reebok (2013).[22]
- Anuncio de televisión de Toyota Yaris (2016).[23]
- Modelo para la colección primavera verano 2018 de la marca de bisutería Ciclón (2018).[25]
- Modelo para la colección «Le Marais» de la marca de complementos Encuire (2018).[26]
- Anuncio de televisión de Schweppes Citrus (2020).[36]